# Kaitiakitanga
Le kaitiakitanga est un concept maori qui désigne l'intendance, la protection et le soin de l'environnement. Il correspond à la fonction de kaitiaki, un « gardien ».

## Étymologie
Le mot « kaitiakitanga » provient de « tiaki », qui signifie garder, préserver, protéger et abriter. Le préfixe « kai » indique l'agent de l'action, faisant ainsi du « kaitiaki » un gardien, un protecteur ou un conservateur.
Le mot est attesté pour la première fois dans un traité de tikanga dans les années 1840, qui indique qu'il a été inventé peu avant. Toutefois, ce n'est que dans les années 1980 que ce terme a commencé à être couramment utilisé dans le domaine de la conservation de la nature.

## Philosophie
Dans la cosmologie maorie, il existe une profonde parenté entre les humains et le monde naturel. Toute vie est interconnectée, et les humains ne sont pas considérés comme supérieurs à l'ordre naturel, mais comme faisant partie intégrante de celui-ci.
Les trois éléments fondamentaux du kaitiakitanga sont le mana (statut), le tapu (interdiction) et le mauri (vitalité). Les choses protégées sont appelées taonga (trésors).

## Pratiques traditionnelles
Historiquement, le kaitiakitanga s'exprimait à travers diverses pratiques de gestion des ressources, notamment l'imposition de rāhui (interdictions temporaires) sur certaines zones de collecte, ou encore le respect des cycles de reproduction des espèces.

## Actualité
Le concept de kaitiakitanga connaît un regain d'intérêt dans la Nouvelle-Zélande moderne. Il est de plus en plus intégré dans les politiques publiques, notamment dans le Resource Management Act 1991. Il est envisagé comme un moyen d'encourager l'enrayement de la crise de la biodiversité, en accordant des responsabilités aux communautés autochtones. Par exemple, la kaitiakitanga implique des obligations envers le kiore, qui doivent être prises en compte lorsque des mesures d'élimination de ce rat sont prises.
De nombreuses initiatives menées par des iwi (tribus) illustrent l'application contemporaine du kaitiakitanga, par exemple la gestion du pounamu (jade) par les Ngāi Tahu dans l'île du Sud, les actions de protection des zones de pêche par Te Āti Awa ki Taranaki, la collaboration de quatre iwi pour lutter contre la pollution de la rivière Manawatū, ou encore les efforts de conservation du kūkupa (pigeon de Nouvelle-Zélande) par l'iwi Te Rarawa (en).